# Q 회로

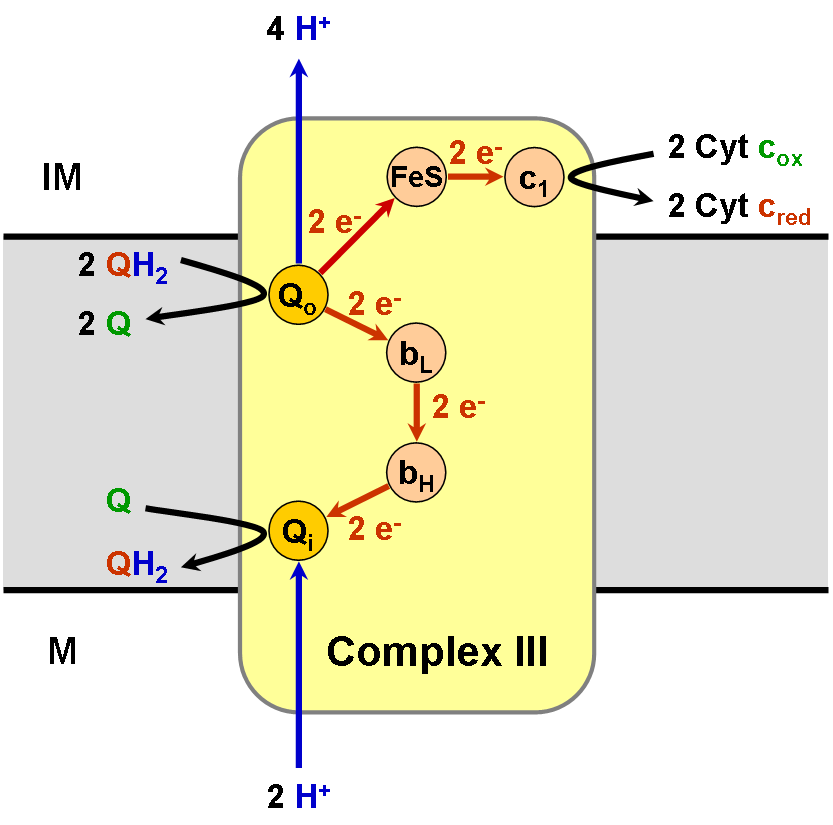
전자전달계의 복합체 III의 모식도. 회색 부분은 미토콘드리아 내막이다. Q는 CoQ의 유비퀴논 형태를 나타내고 QH_{2}는 유비퀴놀(다이하이드록시 퀴논) 형태를 나타낸다.

Q 회로(영어: Q cycle)는 유비퀴놀과 유비퀴논의 형태 사이에서 친유성 전자 운반체인 유비퀴논(조효소 Q, CoQ)의 순차적인 산화와 환원이 어떻게 인지질 이중층(미토콘드리아의 경우 미토콘드리아 내막)을 가로질러 양성자(H+)의 순이동을 초래할 수 있는지를 설명하는 일련의 반응들을 지칭한다. 여기서 "Q"는 "퀴놀(quinol)"의 이름을 따서 명명되었다.
Q 회로는 피터 D. 미첼에 의해 처음으로 제안되었으며, 미첼이 처음 제안한 모델의 수정된 버전은 현재 복합체 III가 양성자를 이동시키는 메커니즘(즉, 복합체 III가 ATP의 생화학적 생성에 사용되는 양성자의 농도 기울기 형성에 기여하는 방법)으로 받아들여지고 있다.
Q 회로의 첫 번째 반응은 2개의 산화제 c1 (Fe3+) 및 유비퀴논에 의한 유비퀴놀의 2-전자 산화이다.
CoQH2 + 사이토크롬 c1 (Fe3+) + CoQ'  → CoQ + CoQ'−• + 사이토크롬 c1 (Fe2+) + 2 H+ (막 사이 공간)
Q 회로의 두 번째 반응은 두 개의 산화제, 첫 번째 반응에서 생성된 새로운 c1 (Fe3+) 및 CoQ'−•에 의한 두 번째 유비퀴놀의 2-전자 산화를 포함한다.
CoQH2 + 사이토크롬 c1 (Fe3+) + CoQ'−•  + 2 H+ (미토콘드리아 기질) → CoQ + CoQ'H−2 + 사이토크롬 c1 (Fe2+) + 2 H+ (막 사이 공간)
이러한 순반응은 리에스케 2Fe-2S 클러스터(c1으로 분류) 및 cb (CoQ'로 분류하고 나중에 CoQ'−•로 분류)를 포함하는 전자전달 매개체에 의해 매개된다.
엽록체에서는 이와 유사한 반응이 사이토크롬 b6f 복합체에 의해 플라스토퀴논으로 수행된다.

## 과정
복합체 III에서 변형된 Q 회로의 작동은 회로의 2회전당 사이토크롬 c의 환원, 유비퀴놀의 유비퀴논으로의 산화 그리고 4개의 양성자(H+)가 막 사이 공간으로 이동하는 결과를 가져온다.
유비퀴놀(QH2)은 리에스케 철-황 단백질의 His182 및 사이토크롬 b의 Glu272에 수소 결합을 통해 복합체 III의 Qo 부위에 결합한다. 유비퀴논(Q)은 차례로 복합체 III의 Qi 부위에 결합한다. 유비퀴놀은 리에스케 철-황 단백질과 bL 헴으로 분기적으로 산화(각각 하나의 전자를 잃음)된다. 이 산화 반응은 일시적인 세미퀴논 상태를 거쳐 완전히 산화된 유비퀴논으로 전환되며, 유비퀴논은 복합체 III의 Qo 부위에 남게 된다.
유비퀴놀로부터 1개의 전자를 얻은 철-황 단백질은 전자 공여체로부터 자유로워지고 사이토크롬 c1 소단위체로 이동할 수 있다. 그런 다음 철-황 단백질은 전자를 사이토크롬 c1에 제공하여 결합된 헴기를 환원시킨다. 전자는 거기서부터 복합체 III에 외부적으로 결합된 사이토크롬 c의 산화된 분자로 이동한 다음 복합체 III로부터 해리된다. 또한 철-황 단백질의 재산화는 His181에 결합된 양성자를 막 사이 공간으로 방출한다.
bL 헴으로 전달된 다른 전자는 bH 헴을 환원시키는 데 사용되며, 이는 차례로 전자를 Qi 부위에 결합된 유비퀴논으로 전달한다. 이러한 전자의 움직임은 전자가 막의 음으로 하전된 쪽을 향해 움직이기 때문에 에너지적으로 불리하다. 이것은 bL 헴의 −100 mV에서 bH 헴의 +50mV로의 막 전위(EM)의 유리한 변화에 의해 상쇄된다. 따라서 부착된 유비퀴논은 세미퀴논 라디칼로 환원된다. Glu272에 의해 흡수된 양성자는 후속적으로 Glu272가 170° 회전하여 물 분자를 수소 결합하고, 차례로 bL 헴의 프로피오네이트에 수소 결합할 때 수소 결합된 물 사슬로 전달된다.
마지막 단계는 Qi 부위에 불안정한 세미퀴논을 남기기 때문에 반응이 아직 완전히 완료되지 않는다. Q 회로의 두 번째 주기는 사이토크롬 bH에서 세미퀴논을 유비퀴놀로 환원시키는 두 번째 전자전달과 함께 필요하다. Q 회로의 최종 결과로 4개의 양성자가 막 사이 공간으로 이동하는 데 2개는 미토콘드리아 기질로부터, 2개는 2분자의 사이토크롬 c의 환원으로부터 유래한 것이다. 환원된 사이토크롬 c는 결국 복합체 IV에 의해 재산화된다. Qi 부위에서 생성된 유비퀴놀은 복합체 III의 Qo 부위에 결합하여 재사용될 수 있기 때문에 이 과정은 순환적이다.

## 같이 보기
- 미토콘드리아
- 전자전달계
- NADH:유비퀴논 산화환원효소 (복합체 I)
- 석신산 탈수소효소 (복합체 II)
- 유비퀴논:사이토크롬 c 산화환원효소 (복합체 III)
- 사이토크롬 c 산화효소 (복합체 IV)
- 전기화학적 기울기

## 참고 문헌
- Trumpower, B.L. (2002) Biochim. Biophys. Acta 1555, 166-173
- Hunte, C., Palsdottir, H. and Trumpower, B.L. (2003) FEBS Letters 545, 39-46
- Trumpower, B.L. (1990) J. Biol. Chem., 11409-11412